# Chersoń
Chersoń (ukr. Херсон, Cherson) – miasto obwodowe na południu Ukrainy nad Dnieprem, stolica obwodu chersońskiego, 283 649 mieszkańców w 2021. W mieście znajduje się stacja kolejowa Chersoń.
Jedyne miasto obwodowe Ukrainy zajęte w ramach rosyjskiej inwazji z 2022 roku. Od 2 marca do 11 listopada 2022 miejscowość znajdowała się pod okupacją sił rosyjskich.

## Historia

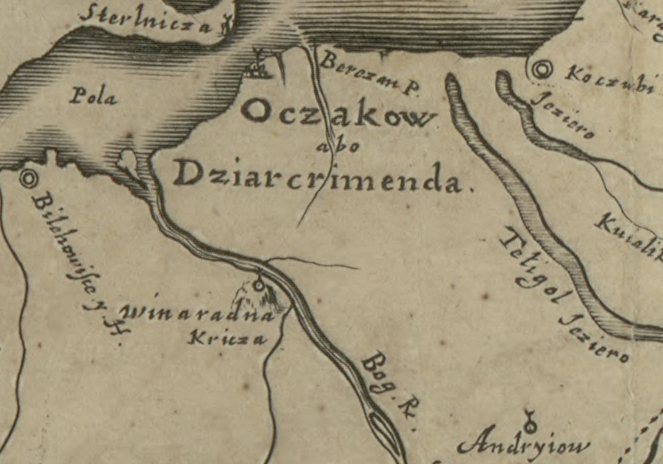
Fragment mapy Beauplana z 1648 z Bilechowisce y. H.

Na mapach z XVII i XVIII wieku w miejscu dzisiejszego Chersonia zaznaczano miasto określane, jako pierwsze ujęcie na mapie, pod nazwą Bilhowisce y. H. Bilchowisce było wzmiankowane jako jedno z trzech głównych miast Jedysanu (obok Oczakowa i Chadżybej) w książce Hermana Molla z 1701 roku. Do czasu zawartego w 1774 roku traktatu w Küczük Kajnardży terytoria te jako część Jedysanu wchodziły w skład Imperium Osmańskiego, a następnie przejęła je Rosja. W miejscu wcześniejszej osady, na mocy ukazu Katarzyny II z 18 czerwca 1778, na wysokim, prawym brzegu Dniepru założono obecne miasto jako twierdzę i ośrodek stoczniowy Floty Czarnomorskiej. Nazwa utworzona została od starożytnego Chersonezu Taurydzkiego.
W 1783 r. nastąpiło nadanie praw miasta powiatowego (ujezd) i wodowanie pierwszego statku w miejscowej stoczni. Od 1783 do ok. 1793 roku w mieście działała Kompania Handlowa Polska (tzw. Kompania Chersońska) – pierwsze polskie przedsiębiorstwo żeglugowe. Miała miejsce znaczna migracja Polaków do Chersonia i w 1783 powołano polski konsulat w mieście.
W 1803 r. miasto stało się stolicą guberni chersońskiej. Według Słownika geograficznego Królestwa Polskiego z 1880 r. miasto zamieszkiwali głównie Ukraińcy, Grecy i Żydzi.

### XX wiek

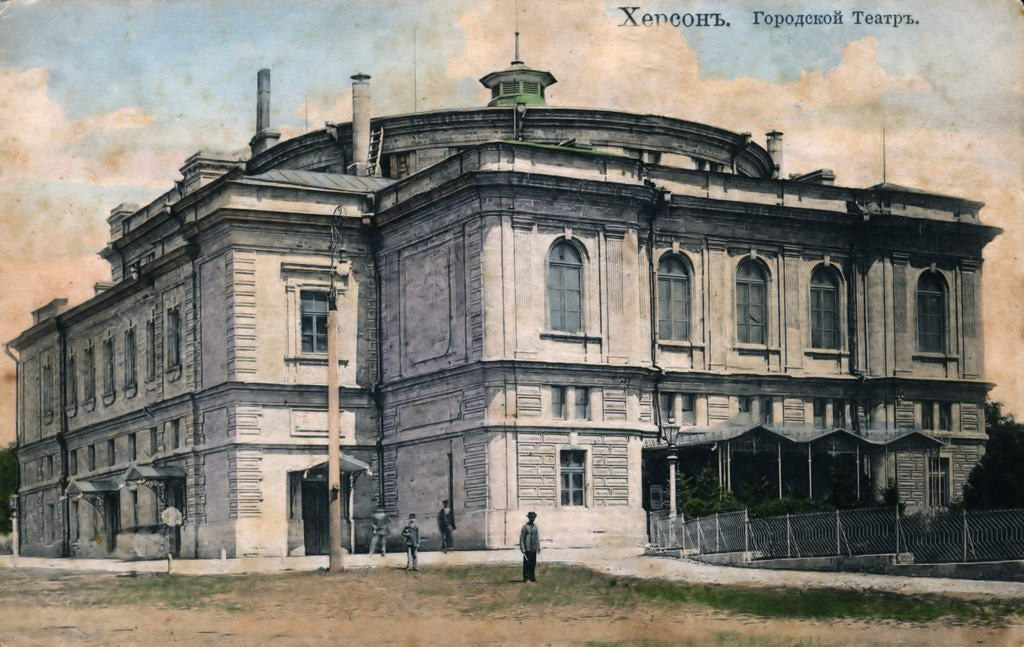
Teatr Miejski na widokówce sprzed 1917 roku

Okupowany przez III Rzeszę od 19 sierpnia 1941 do 13 marca 1944 roku. W sierpniu 1941 mieścił się tu podobóz obozu przejściowego Dulag 123. Pod koniec września 1941 r. wojska okupacyjne przeniosły kilka tysięcy mieszkańców do więzienia miejskiego, a następnie kilka dni później rozstrzelali ich w miejscach między wsią Zelenowka a samym Chersoniem. Egzekucje, w wyniku których zginęło ponad dziesięć tysięcy mieszkańców, trwały dwa dni. W kwietniu 1942 do Chersonia przeniesiono z Rzeszowa niemiecki obóz jeniecki Stalag 370, następnie przeniesiony do Symferopola w lipcu 1942. Od lipca 1942 do kwietnia 1943 w Chersoniu zlokalizowany był podobóz obozu jenieckiego Stalag 364.
13 marca 1944 r., podczas operacji bieriezniegowato-snigiriowskiej (6-18 marca 1944 r.), Chersoń został wyzwolony od najeźdźców hitlerowskich przez oddziały Armii Czerwonej: 49 Dywizję Strzelców Gwardii, 295 Dywizja Strzelców z 28 Armii 3 Frontu Ukraińskiego.
W referendum z 1991 r., przy frekwencji 83,4% osób uprawnionych do głosowania, 90,1% głosów w obwodzie chersońskim oddano za ogłoszeniem niepodległości przez Ukrainę.

### Inwazja Rosji na Ukrainę (2022)
Po sześciu dniach od rozpoczęcia pełnoskalowej inwazji na Ukrainę, 2 marca 2022 wojska rosyjskie dotarły z kierunku anektowanego Krymu do Chersonia i zajęły miasto wraz z całym obwodem chersońskim. W tym samym miesiącu Prezydent Ukrainy nadał miastu tytuł Miasta-bohatera Ukrainy, a fakt szybkiego przejęcia kontroli nad regionem przez wrogie wojska wzbudził spekulacje na temat zdrady ze strony m.in. lokalnych oddziałów SBU. Ocenę tę podzieliło wszczęte latem 2022 postępowanie władz ukraińskich wokół zaniedbań w strukturach służby m.in. w regionie Chersonia, w wyniku którego odwołany został szef SBU, Iwan Bakanow. Pod koniec lipca zidentyfikowano 26 ukraińskich kolaborantów w strukturach siłowych rosyjskich.
Tuż po rozpoczęciu się rosyjskiej okupacji powołano kolaboracyjne władze dążące do włączenia miasta i obwodu w skład Federacji Rosyjskiej. Rozpoczęły one proces rusyfikacji oraz wprowadziły do obiegu rubla rosyjskiego. Na ulicznych billboardach znalazły się propagandowe plakaty z napisami "Россия здесь навсегда" (ros. "Rosja jest tutaj na zawsze"). Działania władz okupacyjnych oraz kolaboracyjnych spotkały się ze strony niektórych mieszkańców miasta z oporem, w tym o charakterze partyzanckim. 30 września 2022, na mocy nielegalnego referendum, miasto wraz z terytorium całego obwodu chersońskiego i czterech innych obwodów Ukrainy, zostało włączone w teren Federacji Rosyjskiej poprzez jednostronnie ogłoszoną aneksję.
21 października 2022 władze kolaboracyjne wraz z wojskiem rozpoczęły ewakuację z miasta na przeciwległy brzeg Dniepru, przymusowo wywożąc ludność cywilną przeprawą promową i dokonując rabunku mienia. 9 listopada 2022 wojska rosyjskie otrzymały rozkaz wycofania się z miasta oraz całego prawego brzegu Dniepru, czemu towarzyszyła ewakuacja władz kolaboracyjnych wraz z demontażem rosyjskiej symboliki państwowej w mieście. 10 listopada 2022 wieża telewizyjna wraz z ośrodkiem telewizyjnym została wysadzona przez wojska rosyjskie podczas wycofywania się z miasta. Chersoń został oficjalnie wyzwolony i wrócił pod kontrolę wojsk ukraińskich 11 listopada 2022. 14 listopada miasto zostało odwiedzone przez delegację ukraińskich władz na czele z prezydentem Wołodymyrem Zełenskim.
Po zniszczeniu 6 czerwca 2023 roku tamy i elektrowni wodnej w Nowej Kachowce dzielnice Chersonia położone najniżej, nad Dnieprem, zostały zalane wodą. 

## Zabytki i atrakcje

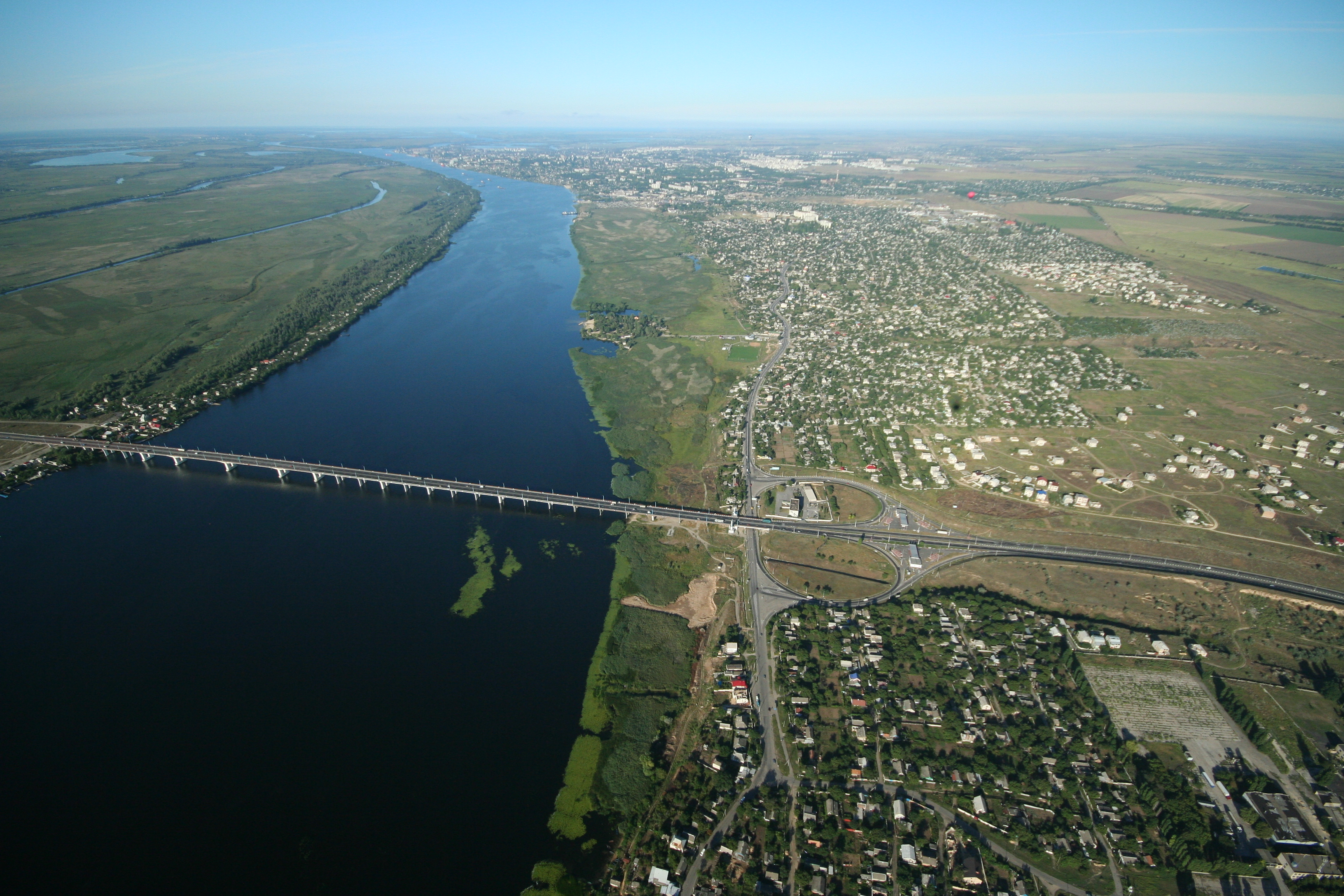
Most Antonowski nad Dnieprem

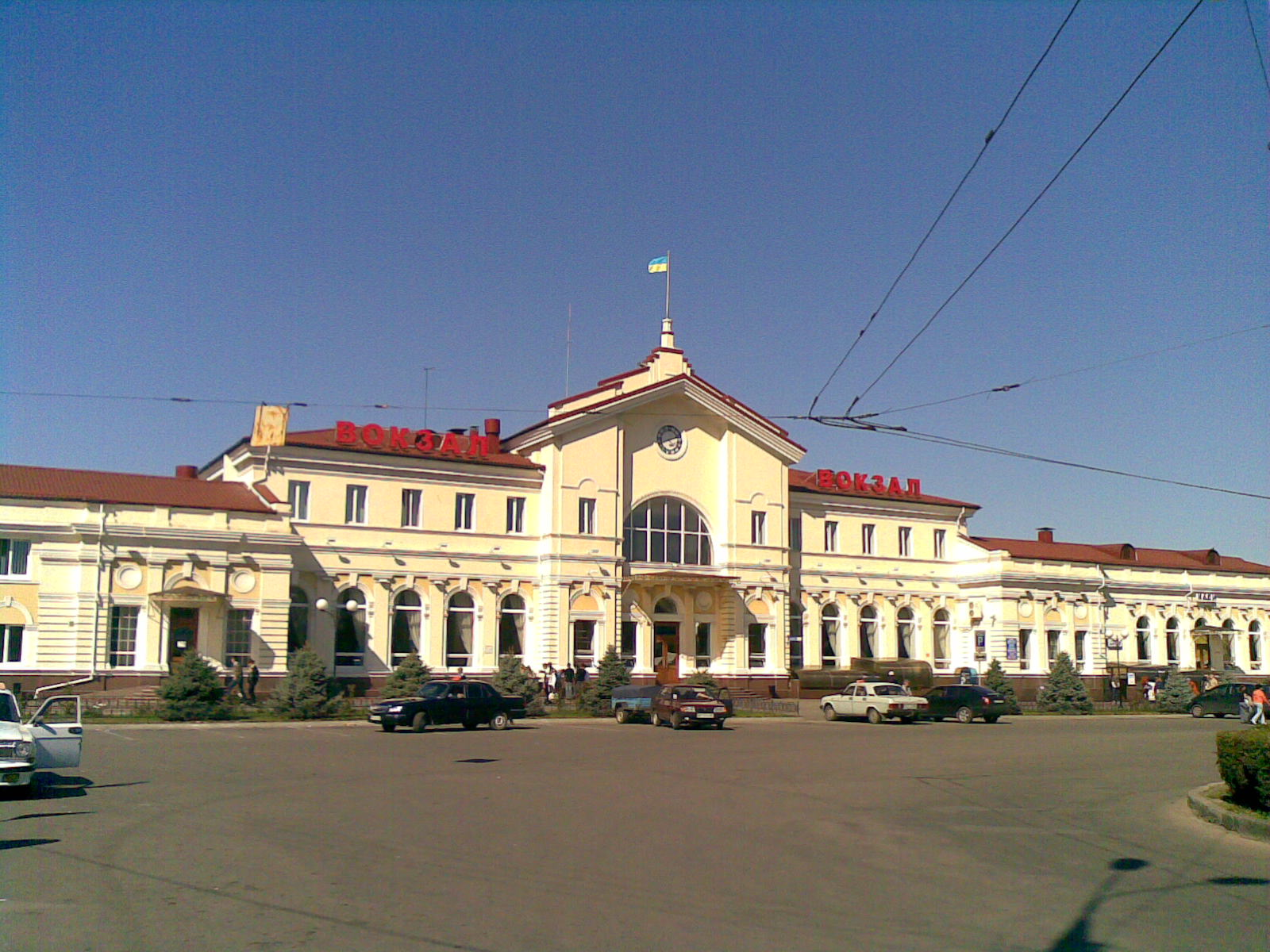
Dworzec kolejowy

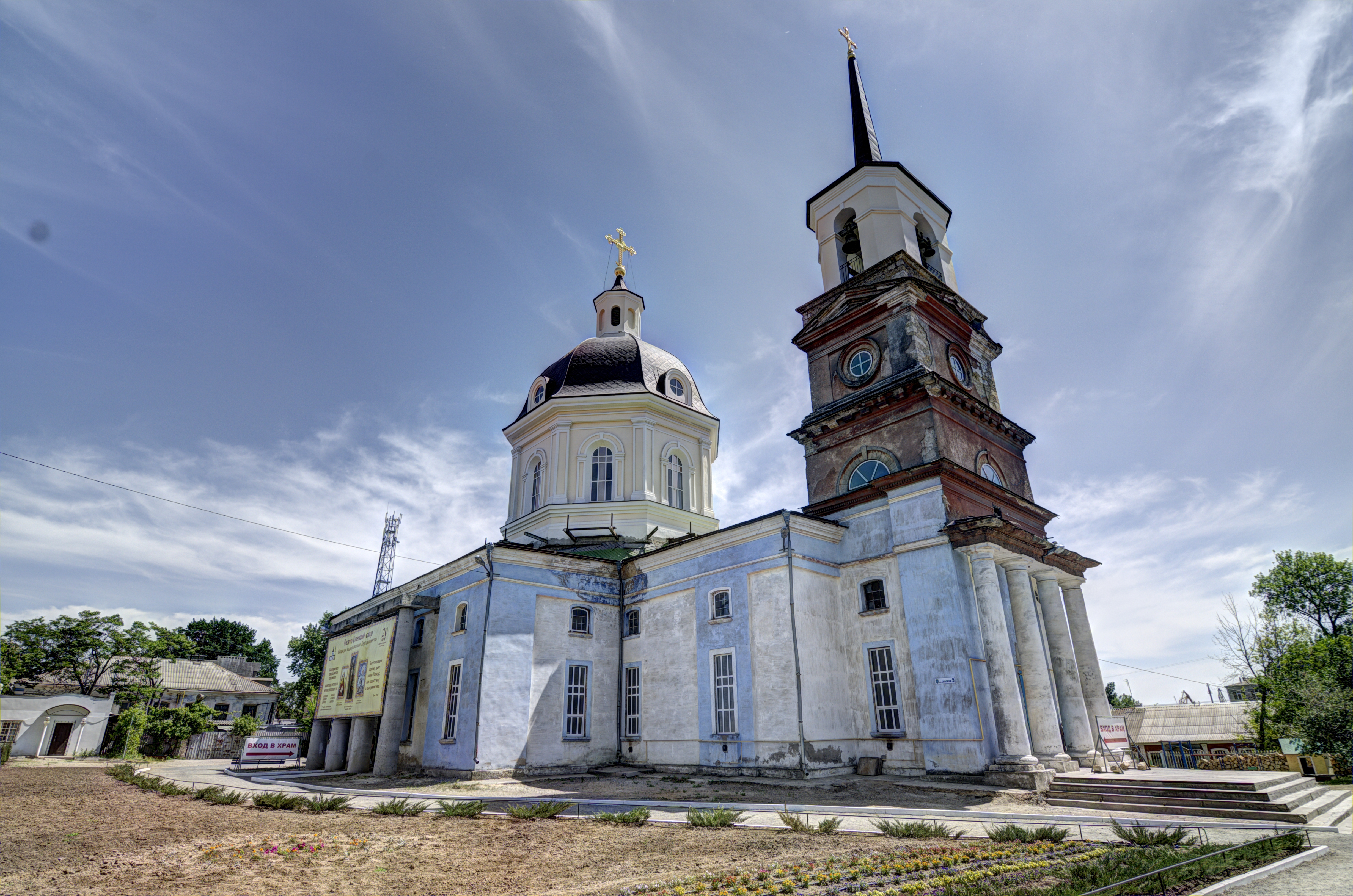
Sobór katedralny Zaśnięcia Matki Boskiej

- pozostałości wałów twierdzy z bramami z XVIII/XIX w.
- sobór św. Katarzyny (1781) z późniejszą dzwonnicą (początek XIX w.)
- cerkiew Mądrości Bożej, dawniej grecka (1780)
- arsenał (1784)
- budynek dawnej synagogi (1780), obecnie siedziba planetarium
- sobór parafialny Zaśnięcia Matki Bożej, dawny katedralny (1798)
- sobór katedralny Świętego Ducha, siedziba eparchii chersońskiej UKP PM (1836)
- budynki z XVIII–XX w.

## Podział administracyjny
Miasto podzielone jest na 3 rejony:
- Centralny
- Korabelny
- Dnieprzański (ukr. Дніпровський, Dniprowśkyj)

## Ludzie związani z Chersoniem
- Edmund Dzierżyński – polski szlachcic, ziemianin, kawaler Orderu św. Anny, nauczyciel gimnazjalny w Chersoniu,
- Waleria Fegler – polska nauczycielka i działaczka polityczna,
- Karol Kaczkowski – profesor Uniwersytetu Warszawskiego, w randze generała naczelny lekarz armii polskiej w powstaniu listopadowym, zmarły w Chersoniu,
- Tadeusz Kossakowski – inżynier, „cichociemny”, generał dywizji Wojska Polskiego,
- Łarysa Łatynina – radziecka gimnastyczka, dziewięciokrotna mistrzyni olimpijska,
- Mosze Szaret – polityk izraelski, drugi premier Izraela,
- Jerzy Szeski (1920–1992) – polski scenograf filmowy, współpracujący również z teatrami,
- Jan Śpiewak – polski poeta, eseista, tłumacz,
- Mariusz Zaruski – pionier polskiego żeglarstwa i wychowania morskiego, generał brygady Wojska Polskiego, taternik, zmarły w tutejszym więzieniu NKWD.

## Miasta partnerskie
- Zalaegerszeg
- Szumen
- Kent
- Oslo
- Zonguldak
- Rzeszów